# Géovreisset
Géovreisset – miejscowość i gmina we Francji, w regionie Owernia-Rodan-Alpy, w departamencie Ain.

## Demografia
Według danych na rok 1990 gminę zamieszkiwało 450 osób, a gęstość zaludnienia wynosiła 128,6 osób/km². W styczniu 2012 r. Géovreisset zamieszkiwało 959 osób, przy gęstości zaludnienia wynoszącej 274 osoby/km².